# Gianbattista Baronchelli
Gianbattista Baronchelli (Ceresara, 6 de septiembre de 1953), apodado Gibi, es un exciclista italiano, profesional entre los años 1974 y 1989, durante los cuales logró 94 victorias.
Como amateur, ganó el Giro Ciclistico d'Italia y el Trofeo Peugeot del Porvenir (Tour del Porvenir) en 1973.
Como profesional, el Giro fue siempre su carrera, aunque nunca logró alzarse con el triunfo final. Fue 2.º en 1974 y 1978, 3.º en 1977, 5.º en 1976, 1980 y 1982, 6.º en 1984 y 1985, y 10.º en 1975 y 1981.
En su palmarés también destacan una medalla de plata en el Campeonato del Mundo de 1980 y dos triunfos en el Giro de Lombardía.

## Palmarés
| 1973 - Trofeo Peugeot del Porvenir (Tour del Porvenir), más 1 etapa 1974 - 2.º en el Giro de Italia 1975 - Trofeo Baracchi - Trofeo Laigueglia 1976 - Vuelta al País Vasco, más 2 etapas - Giro de la Romagna 1977 - Giro de Lombardía - Giro de los Apeninos - Tour de Romandía, más 1 etapa - 3.º en el Giro de Italia, más 1 etapa 1978 - 2.º en el Giro de Italia, más 1 etapa - Giro del Piamonte - Giro de los Apeninos - Coppa Placci - Tour de Umbría 1979 - Giro de los Apeninos - Giro de la Romagna 1980 - Coppa Sabatini - 1 etapa del Giro de Italia - Giro del Piamonte - Giro de los Apeninos - 2.º en el Campeonato Mundial en Ruta - 3.º en el Campeonato de Italia en Ruta - Giro d'Emilia - Giro Reggio Calabria - Gran Premio de Frankfurt - GP Montelupo | 1981 - 1 etapa del Giro de Italia - Giro de los Apeninos - Giro de Lazio - Giro de Toscana - Giro di Puglia 1982 - 3.º en el Campeonato de Italia en Ruta - Giro de los Apeninos - Tour de Umbría 1984 - Giro de Toscana 1985 - 1 etapa de la Vuelta a España 1986 - Giro de Lombardía - 1 etapa del Giro de Italia |

## Resultados en Grandes Vueltas y Campeonatos del Mundo
| Carrera         | 1974 | 1975 | 1976 | 1977 | 1978 | 1979 | 1980 | 1981 | 1982 | 1983 | 1984 | 1985 | 1986 | 1987 | 1988 | 1989 |
| --------------- | ---- | ---- | ---- | ---- | ---- | ---- | ---- | ---- | ---- | ---- | ---- | ---- | ---- | ---- | ---- | ---- |
| Giro de Italia  | 2º   | 10º  | 5º   | 3º   | 2º   | -    | 5º   | 10º  | 5º   | 17.º | 6º   | 6º   | Ab.  | -    | -    | -    |
| Tour de Francia | -    | -    | Ab.  | -    | -    | Ab.  | -    | -    | -    | -    | -    | -    | -    | -    | -    | -    |
| Vuelta a España | -    | -    | -    | -    | -    | -    | -    | -    | -    | -    | -    | Ab.  | -    | -    | -    | -    |